# Elisabetta Paolina di Sassonia-Altenburg
Elisabetta Paolina Alessandrina di Sassonia-Altenburg (Hildburghausen, 26 marzo 1826 – Oldenburgo, 2 febbraio 1896) è stata una duchessa tedesca.

## Biografia
Fu la quarta figlia di Giuseppe di Sassonia-Altenburg, duca di Sassonia-Altenburg dal 1834 al 1848, e di Amalia di Württemberg.
Elisabetta e le sue sei sorelle erano dunque il frutto dell'unione di due grandi dinastie tedesche: quella dei Wettin, un cui ramo era a capo della Sassonia-Altenburg, e quella dei Württemberg, a capo dell'omonimo ducato.
La politica matrimoniale di suo padre ebbe come conseguenza per Elisabetta il matrimonio con Nicola Federico Pietro di Oldenburgo, primogenito ed erede del Granduca Federico Augusto di Oldenburgo. Le nozze vennero celebrate a Hildburghausen il 10 febbraio 1852.
Elisabetta divenne effettivamente Granduchessa consorte di Oldenburgo nel 1853, alla morte di suo suocero.
Come moglie del Granduca Pietro II riuscì nel suo compito di dare un erede maschio al marito e al casato degli Oldenburgo. Diede infatti alla luce due figli, entrambi maschi:
- Federico Augusto (Oldenburgo, 16 novembre 1852 - Oldenburgo, 24 febbraio 1931);
- Giorgio Luigi (Rastede, 27 giugno 1855 - Eutin, 30 novembre 1939).

Federico Augusto divenne infatti Granduca di Oldenburg alla morte del padre nel 1900, salvo poi rinunciare al titolo diciotto anni dopo. Si sposò due volte ed ebbe sette figli. Giorgio Luigi invece non si sposò mai.
Elisabetta morì quattro anni prima di suo marito, nel 1896. Pietro II non si risposò.

## Titoli e trattamento
- 26 marzo 1826 - 12 novembre 1826: Sua Altezza Principessa Elisabetta di Sassonia-Hildburghausen
- 12 novembre 1826 - 10 febbraio 1852: Sua Altezza Principessa Elisabetta di Sassonia-Altenburg
- 10 febbraio 1852 - 27 febbraio 1853: Sua Altezza Reale La Granduchessa Ereditaria di Oldenburg
- 27 febbraio 1853 - 2 febbraio 1896: Sua Altezza Reale La Granduchessa di Oldenburg

## Albero genealogico
|                                             |                                    |                                           | Genitori                                               |  |  | Nonni |  |  | Bisnonni                                        |  |  | Trisnonni                                      |  |
|                                             |                                    |                                           |                                                        |  |  |       |  |  | Ernesto Federico III di Sassonia-Hildburghausen |  |  | Ernesto Federico II di Sassonia-Hildburghausen |  |
|                                             |                                    |                                           |                                                        |  |  |       |  |  | Ernesto Federico III di Sassonia-Hildburghausen |  |  | Ernesto Federico II di Sassonia-Hildburghausen |  |
|                                             |                                    | Carolina di Erbach-Fürstenau              |                                                        |  |  |       |  |  | Ernesto Federico III di Sassonia-Hildburghausen |  |  |                                                |  |
| Federico di Sassonia-Altenburg              |                                    |                                           |                                                        |  |  |       |  |  | Ernesto Federico III di Sassonia-Hildburghausen |  |  |                                                |  |
|                                             |                                    | Ernestina Augusta di Sassonia-Weimar      | Ernesto Augusto I di Sassonia-Weimar                   |  |  |       |  |  |                                                 |  |  |                                                |  |
|                                             |                                    | Ernestina Augusta di Sassonia-Weimar      | Ernesto Augusto I di Sassonia-Weimar                   |  |  |       |  |  |                                                 |  |  |                                                |  |
|                                             |                                    | Ernestina Augusta di Sassonia-Weimar      | Sofia Carlotta di Brandeburgo-Bayreuth                 |  |  |       |  |  |                                                 |  |  |                                                |  |
| Giuseppe di Sassonia-Altenburg              |                                    | Ernestina Augusta di Sassonia-Weimar      |                                                        |  |  |       |  |  |                                                 |  |  |                                                |  |
|                                             |                                    | Carlo II di Meclemburgo-Strelitz          | Carlo Ludovico Federico di Meclemburgo-Strelitz        |  |  |       |  |  |                                                 |  |  |                                                |  |
|                                             |                                    | Carlo II di Meclemburgo-Strelitz          | Carlo Ludovico Federico di Meclemburgo-Strelitz        |  |  |       |  |  |                                                 |  |  |                                                |  |
|                                             |                                    | Carlo II di Meclemburgo-Strelitz          | Elisabetta Albertina di Sassonia-Hildburghausen        |  |  |       |  |  |                                                 |  |  |                                                |  |
| Carlotta di Meclemburgo-Strelitz            |                                    | Carlo II di Meclemburgo-Strelitz          |                                                        |  |  |       |  |  |                                                 |  |  |                                                |  |
|                                             |                                    | Federica Carolina Luisa d'Assia-Darmstadt | Giorgio Guglielmo d'Assia-Darmstadt                    |  |  |       |  |  |                                                 |  |  |                                                |  |
|                                             |                                    | Federica Carolina Luisa d'Assia-Darmstadt | Giorgio Guglielmo d'Assia-Darmstadt                    |  |  |       |  |  |                                                 |  |  |                                                |  |
|                                             |                                    | Federica Carolina Luisa d'Assia-Darmstadt | Maria Luisa Albertina di Leiningen-Dagsburg-Falkenburg |  |  |       |  |  |                                                 |  |  |                                                |  |
| Elisabetta di Sassonia-Altenburg            |                                    | Federica Carolina Luisa d'Assia-Darmstadt |                                                        |  |  |       |  |  |                                                 |  |  |                                                |  |
|                                             | Federico II Eugenio di Württemberg | Carlo I Alessandro di Württemberg         |                                                        |  |  |       |  |  |                                                 |  |  |                                                |  |
|                                             | Federico II Eugenio di Württemberg | Carlo I Alessandro di Württemberg         |                                                        |  |  |       |  |  |                                                 |  |  |                                                |  |
|                                             | Federico II Eugenio di Württemberg | Maria Augusta di Thurn und Taxis          |                                                        |  |  |       |  |  |                                                 |  |  |                                                |  |
| Ludovico Federico Alessandro di Württemberg | Federico II Eugenio di Württemberg |                                           |                                                        |  |  |       |  |  |                                                 |  |  |                                                |  |
|                                             |                                    | Federica Dorotea di Brandeburgo-Schwedt   | Federico Guglielmo di Brandeburgo-Schwedt              |  |  |       |  |  |                                                 |  |  |                                                |  |
|                                             |                                    | Federica Dorotea di Brandeburgo-Schwedt   | Federico Guglielmo di Brandeburgo-Schwedt              |  |  |       |  |  |                                                 |  |  |                                                |  |
|                                             |                                    | Federica Dorotea di Brandeburgo-Schwedt   | Sofia Dorotea di Prussia                               |  |  |       |  |  |                                                 |  |  |                                                |  |
| Amalia di Württemberg                       |                                    | Federica Dorotea di Brandeburgo-Schwedt   |                                                        |  |  |       |  |  |                                                 |  |  |                                                |  |
|                                             |                                    | Carlo Cristiano di Nassau-Weilburg        | Carlo Augusto di Nassau-Weilburg                       |  |  |       |  |  |                                                 |  |  |                                                |  |
|                                             |                                    | Carlo Cristiano di Nassau-Weilburg        | Carlo Augusto di Nassau-Weilburg                       |  |  |       |  |  |                                                 |  |  |                                                |  |
|                                             |                                    | Carlo Cristiano di Nassau-Weilburg        | Augusta Federica Guglielmina di Nassau-Idstein         |  |  |       |  |  |                                                 |  |  |                                                |  |
| Enrichetta di Nassau-Weilburg               |                                    | Carlo Cristiano di Nassau-Weilburg        |                                                        |  |  |       |  |  |                                                 |  |  |                                                |  |
|                                             |                                    | Carolina d'Orange-Nassau                  | Guglielmo IV di Orange-Nassau                          |  |  |       |  |  |                                                 |  |  |                                                |  |
|                                             |                                    | Carolina d'Orange-Nassau                  | Guglielmo IV di Orange-Nassau                          |  |  |       |  |  |                                                 |  |  |                                                |  |
|                                             |                                    | Carolina d'Orange-Nassau                  | Anna di Hannover                                       |  |  |       |  |  |                                                 |  |  |                                                |  |
|                                             |                                    | Carolina d'Orange-Nassau                  |                                                        |  |  |       |  |  |                                                 |  |  |                                                |  |